# Late Night
Late Night is een Amerikaans latenighttalkshow van NBC. Het programma werd in 1982 voor het eerst uitgezonden en is sindsdien in de programmatie van NBC de opvolger van The Tonight Show.

## Geschiedenis

### Late Night with David Letterman

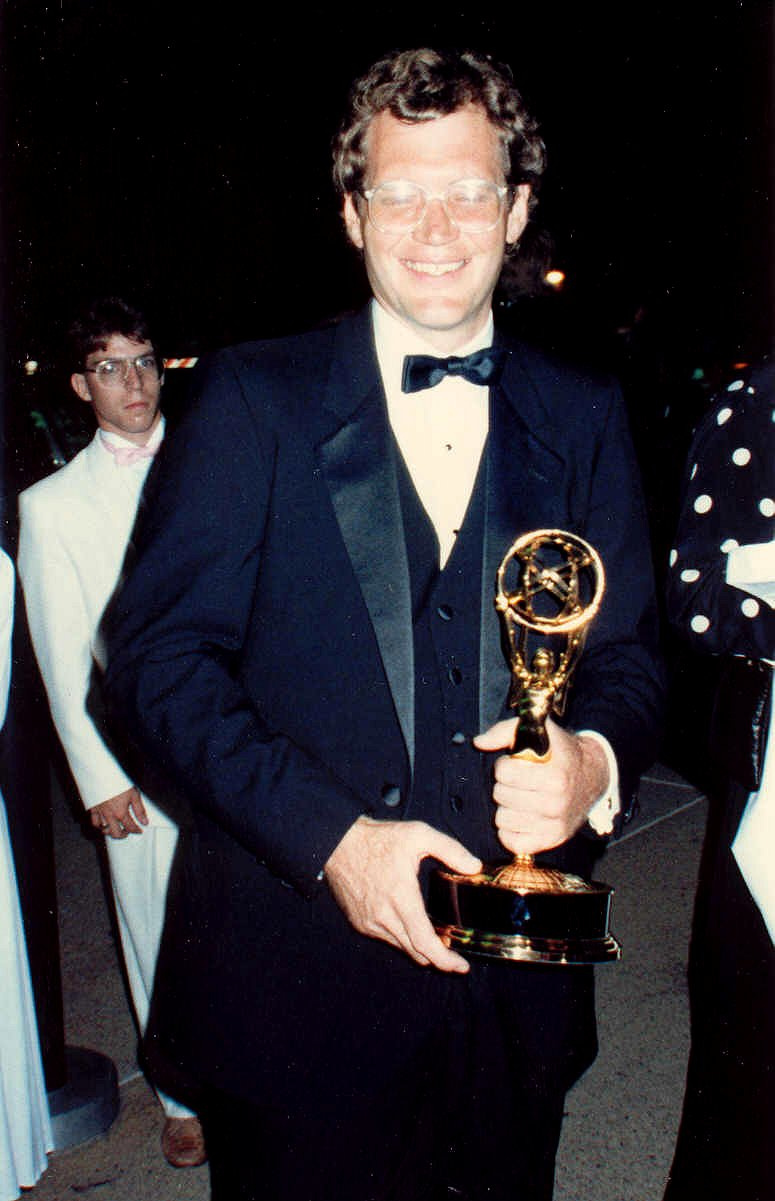
David Letterman won in 1986 een Emmy Award voor Late Night.

Komiek David Letterman was de bedenker en eerste presentator van Late Night. Onder zijn leiding werd het programma opgenomen in Studio 6A in de RCA Building (30 Rock) in New York. De show werd oorspronkelijk van maandag t/m donderdag uitgezonden, pas vanaf juni 1987 volgden er ook wekelijks uitzendingen op vrijdag.
Letterman werd begin jaren 80, ondanks het geflopte ochtendprogramma The David Letterman Show, door NBC beschouwd als een talentvolle presentator. De komiek, die ook kon rekenen op de interesse van een concurrent van NBC, kreeg in 1981 zo'n $20.000 per week om af en toe in te vallen voor collega Johnny Carson, presentator van The Tonight Show. Ondertussen bereidde hij met Carsons productiebedrijf het nieuwe laatavondprogramma Late Night voor. Op 1 februari 1982 ging Late Night with David Letterman in première.
Late Night was de opvolger van The Tomorrow Show van presentator Tom Snyder en moest zich van NBC vooral richten op jonge mannen. De zender zag immers in dat er amper laatavondprogramma's waren die op deze doelgroep gericht waren. Snyder kreeg de kans om zijn eigen show te behouden, maar dan moest hij wel een uur opschuiven. De presentator weigerde, waarna zijn programma geannuleerd werd. Late Night werd, net als The Tomorrow Show voordien, uitgezonden vanaf 12.30 uur, net na de populaire Tonight Show.
Letterman verzamelde heel wat jonge schrijvers - velen onder hen waren twintigers - en nam de bekende muzikant Paul Schaffer in dienst om het huisorkest te leiden. Zijn toenmalige vriendin Merrill Markoe werd hoofdschrijfster van de show. De eerste gast van het programma was acteur Bill Murray. De eerste reacties waren niet mals, maar de kijkcijfers waren positief. Late Night trok aanvankelijk 30% meer kijkers dan The Tomorrow Show van Snyder.
Het productiebedrijf achter het programma was in handen van Johnny Carson, wiens Tonight Show net voor Late Night werd uitgezonden. Omdat Carson wilde dat Late Night zo weinig mogelijk op zijn eigen praatprogramma leek, werden er enkele bijzondere elementen in Lettermans contract opgenomen. Zo mocht hij geen sidekick hebben, hoewel Carson met Ed McMahon zelf wel een sidekick had, en mochten er geen blaasinstrumenten in zijn orkest. Ook bepaalde rubrieken van Tonight Show mochten niet gekopieerd worden door Letterman en zijn crew. Bekende, maar oudere sterren die tot de vriendenkring van Carson behoorden, zoals komieken Don Rickles en Bob Newhart, mochten niet als gasten uitgenodigd worden. Bovendien mochten de grappen uit Lettermans openingsmonoloog niet te veel inspelen op de actualiteit. Hierdoor ontwikkelde het programma in geen tijd een unieke stijl.

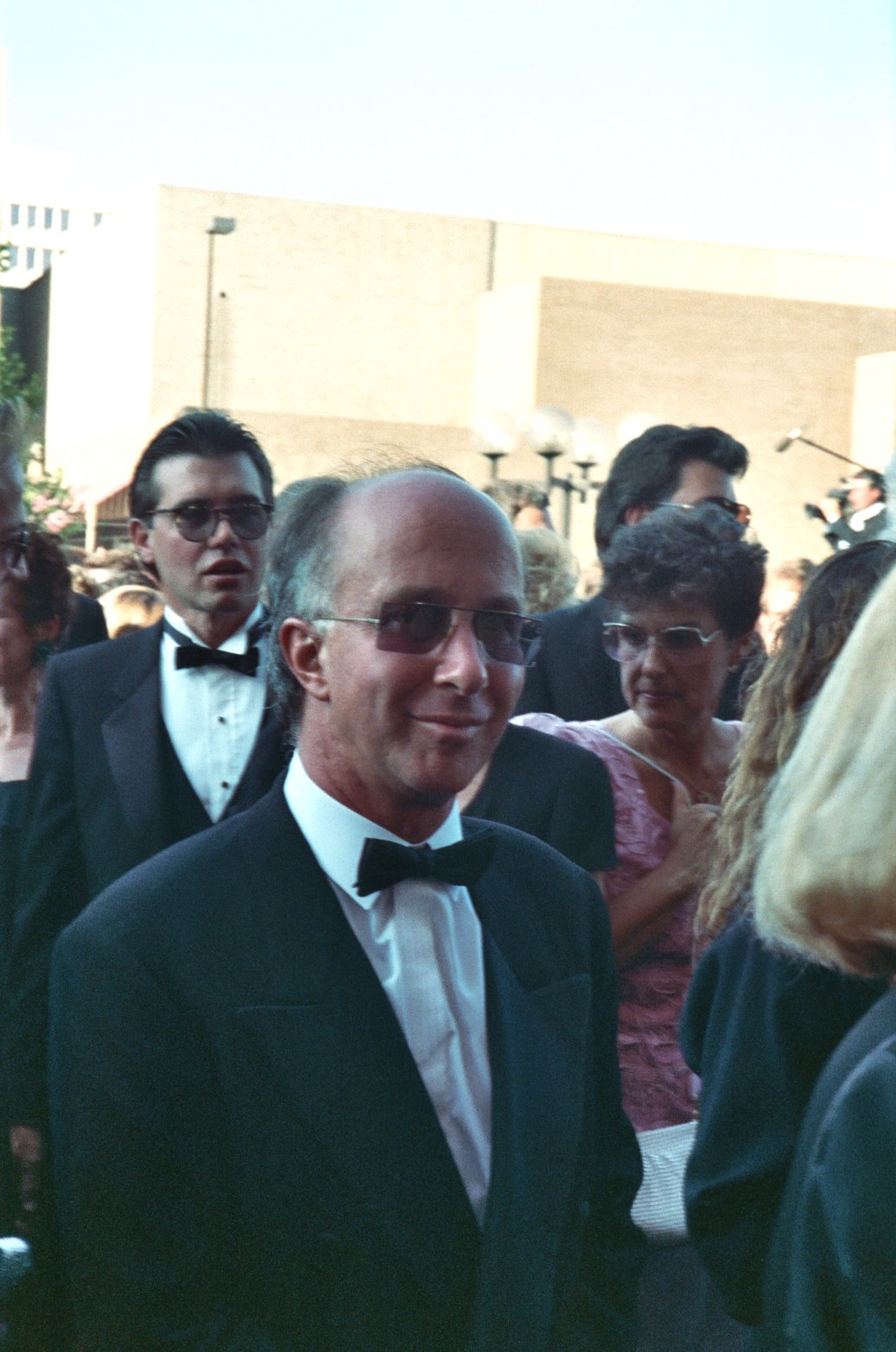
Orkestleider Paul Shaffer volgde Letterman in 1993 naar CBS.

Met zijn absurde en uit de toon vallende humor onderscheidde Late Night zich probleemloos van The Tonight Show en nam de populariteit van het programma jaarlijks toe. In de jaren 80 won Late Night vijf Emmy Awards in de categorie "Outstanding Writing in a Variety, Comedy or Music Program".
Begin jaren 90, toen het nieuws van Johnny Carsons pensioen bekend raakte, werd er in de pers druk gespeculeerd over een opvolger. Al snel bleken David Letterman en Jay Leno de grootste kanshebbers te zijn. Letterman was, doordat hij met Late Night al meer dan tien jaar in de schaduw van The Tonight Show stond, de logische keuze om zijn mentor Carson op te volgen. Bovendien had Carson zelf ook al zijn voorkeur voor Letterman uitgesproken. Na moeilijke onderhandelingen met NBC ging de prestigieuze baan uiteindelijk naar Leno, waarna Letterman besloot op te stappen.
In 1993 stapte Letterman over naar CBS, waar hij presentator werd van Late Show with David Letterman (de naam Late Night was eigendom van NBC). Dat programma werd in tegenstelling tot Late Night een uur vroeger uitgezonden en ging dus de rechtstreekse concurrentie aan met The Tonight Show.

### Late Night with Conan O'Brien
Na het verrassende vertrek van Letterman moest NBC op zoek naar een nieuwe presentator. Dana Carvey en Garry Shandling werden benaderd, maar geen van beide komieken ging in op de aanbieding van NBC. Lorne Michaels, producent van het sketchprogramma Saturday Night Live, werd aangenomen om een nieuwe show uit te werken. Jon Stewart, Drew Carey en Paul Provenza deden auditie voor de rol van presentator. Op aanraden van Michaels deed ook Conan O'Brien auditie. O'Brien had in het verleden als schrijver meegewerkt aan Saturday Night Live en was op dat ogenblik werkzaam als scenarist voor de animatiereeks The Simpsons. Na zijn auditie, die plaatsvond in het decor van The Tonight Show en waarin Jason Alexander en Mimi Rogers te gast waren, mocht hij Letterman opvolgen.
Andy Richter werd O'Briens sidekick en The Max Weinberg 7, onder leiding van drummer Max Weinberg, werd het huisorkest van de nieuwe Late Night. Onbekende komieken als Bob Odenkirk en Louis C.K. werkten als schrijvers mee aan het programma. En hoewel de makers zich probeerden te onderscheiden van Late Night with David Letterman bleef de show ook na de komst van O'Brien bekend om zijn meer absurde humor.
O'Brien bleek een succes te zijn bij het jonge publiek van Late Night en kreeg in 2004 een contractverlenging. Om O'Brien te laten bijtekenen, beloofde NBC dat hij in 2009 Jay Leno zou mogen opvolgen als presentator van The Tonight Show. In mei 2009 stapte O'Brien over naar The Tonight Show.

### Late Night with Jimmy Fallon
In de zoektocht naar een nieuwe presentator schakelde NBC opnieuw Lorne Michaels in. De producent stelde meteen Jimmy Fallon voor. De acteur maakte tot kort daarvoor deel uit van de cast van Saturday Night Live. Na zijn vertrek bij het sketchprogramma probeerde hij, zonder succes overigens, een filmcarrière uit te bouwen. Begin 2008 werd hij voor het eerst benaderd door NBC, in mei 2008 werd hij aan de pers voorgesteld. Nadien raadde Michaels hem aan om opnieuw stand-upcomedy te doen ter voorbereiding op zijn nieuwe baan als presentator.
Fallon nam de hiphopgroep The Roots in dienst als huisorkest en Steve Higgins als aankondiger/sidekick. De eerste reacties op de nieuwe Late Night waren negatief; critici ergerden zich vooral aan de nerveuze presentator. Na het eerste seizoen werden de commentaren positiever en stegen de kijkcijfers. Vanaf dan werd Fallon vooral geprezen om zijn enthousiasme. Hij was ook de eerste presentator die met succes het internet en sociale media in zijn praatprogramma integreerde. In 2011 sleepte het programma voor het eerst een Emmy-nominatie in de categorie "Outstanding Variety, Music or Comedy Series" in de wacht.

### Late Night with Seth Meyers
Fallon werd in februari 2014 gepromoveerd tot presentator van The Tonight Show. Late Night werd vanaf dan gepresenteerd door Seth Meyers, net als Fallon een gewezen lid van Saturday Night Live.

## Presentatoren
| Gastheer        | Van               | Tot              | Titel                           | # afleveringen |
| Gastheer        | Datum             | Datum            | Titel                           | # afleveringen |
| --------------- | ----------------- | ---------------- | ------------------------------- | -------------- |
| David Letterman | 1 februari 1982   | 25 juni 1993     | Late Night with David Letterman | 1.819          |
| Conan O'Brien   | 13 september 1993 | 20 februari 2009 | Late Night with Conan O'Brien   | 2.725          |
| Jimmy Fallon    | 2 maart 2009      | 6 februari 2014  | Late Night with Jimmy Fallon    | 966            |
| Seth Meyers     | 24 februari 2014  |                  | Late Night with Seth Meyers     | 1.465          |

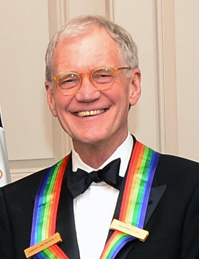
David Letterman
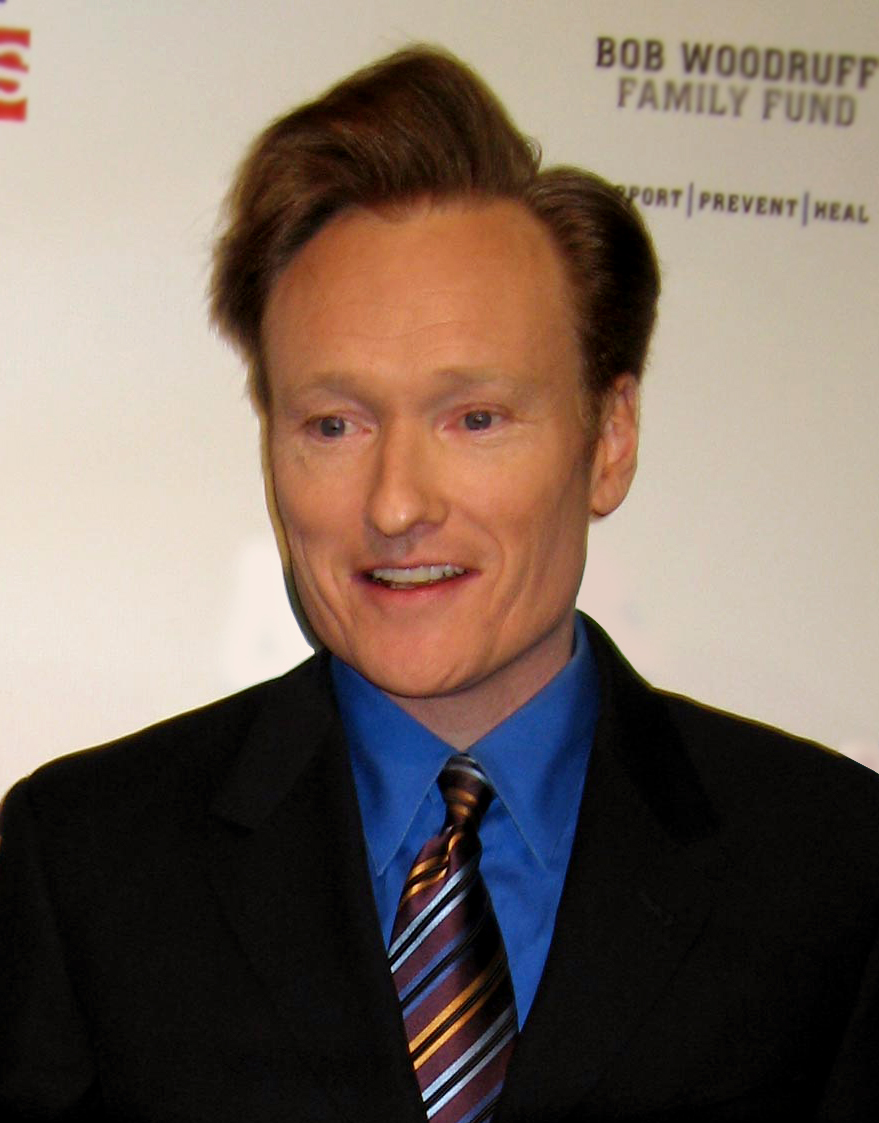
Conan O'Brien
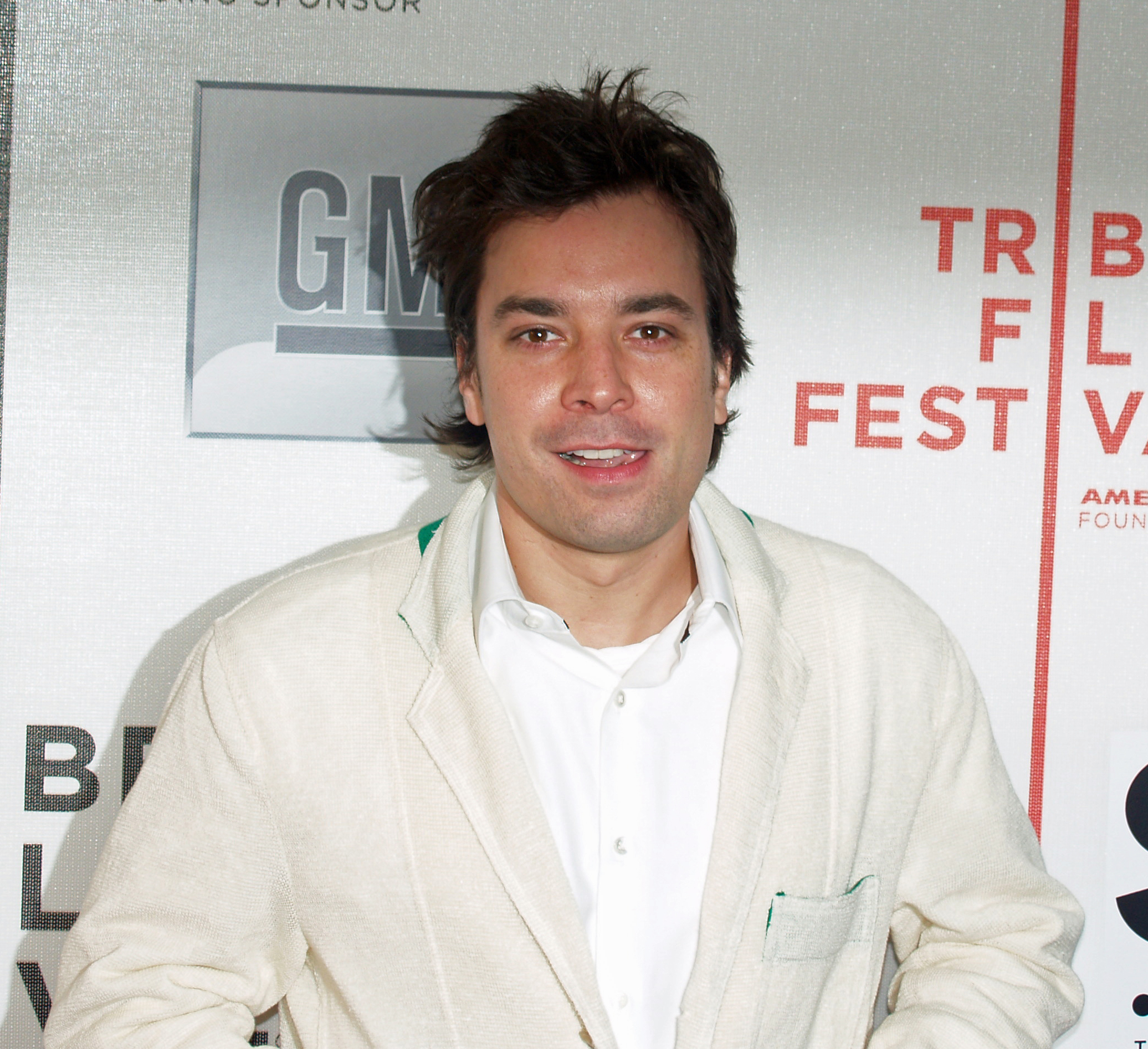
Jimmy Fallon
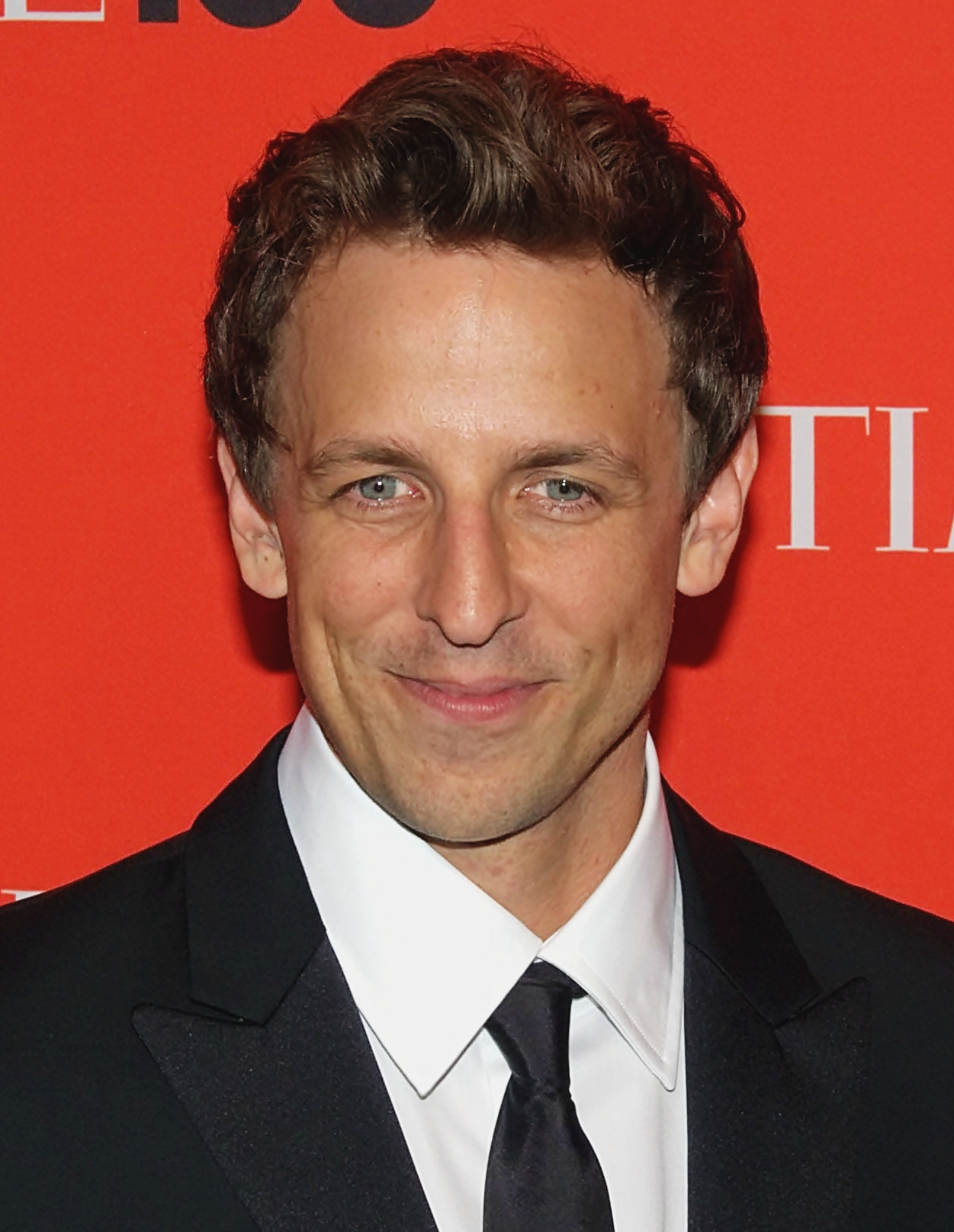
Seth Meyers